# Meroglossa gemmata
Meroglossa gemmata là một loài Hymenoptera trong họ Colletidae. Loài này được Houston mô tả khoa học năm 1975.

## Hình ảnh

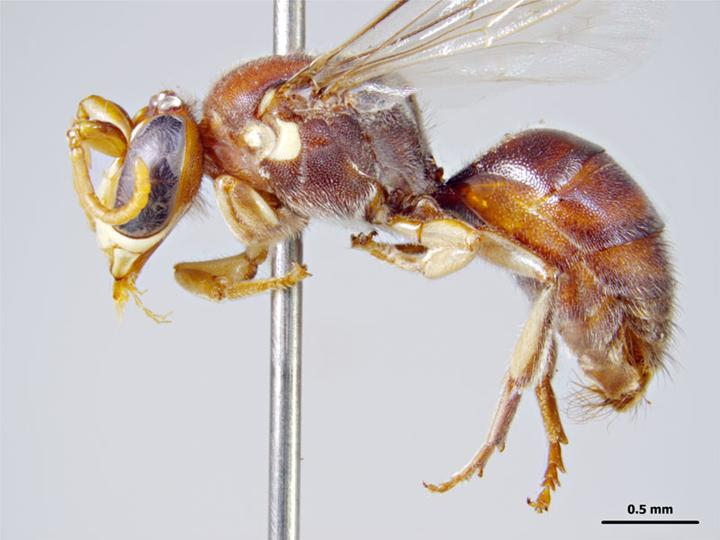